# Аде Мафе
Адеоє Олубунмі Мафе (англ. Adeoye Olubunmi Mafe; нар. 12 листопада 1966) — британський легкоатлет, який спеціалізувався в бігу на короткі дистанції.

## Спортивні досягнення
Фіналіст (8-е місце) з бігу на 200 метрів на Олімпійських іграх-1984.
Чемпіон світу з естафетного бігу 4×400 метрів (1991, виступав у попередньому забігу).
Срібний (1989) та бронзовий (1991) призер чемпіонатів світу в приміщенні з бігу на 200 метрів.
Бронзовий призер Ігор Співдружності з бігу на 200 метрів (1990).
Чемпіон Європи в приміщенні з бігу на 200 метрів (1989). Срібний призер з бігу на 200 метрів на чемпіонаті Європи в приміщенні (1984). Фіналіст (6-е місце) бігу на 400 метрів на чемпіонаті Європи в приміщенні (1992).
Чемпіон Європи серед юніорів з бігу на 200 метрів та з естафетного бігу 4×400 метрів (1985).
Чемпіон Великої Британії з бігу на 200 метрів (1990).
Рекордсмен світу в приміщенні з естафетного бігу 4×200 метрів — 1.22,11 (1991).